# Železník
Železník é um município da Eslováquia, situado no distrito de Svidník, na região de Prešov. Tem 5,97 km² de área e sua população em 2018 foi estimada em 469 habitantes.

## Demografia
| Ano:        | 1994 | 2004   | 2014   | 2024   |
| ----------- | ---- | ------ | ------ | ------ |
| Broj ljudi: | 440  | 465    | 460    | 457    |
| Razlika:    |      | +5,68% | -1,07% | -0,65% |

| Ano:               | 2023 | 2024   |
| ------------------ | ---- | ------ |
| Número de pessoas: | 459  | 457    |
| Diferença:         |      | -0,43% |